# 江南郡
江南郡（カンナムぐん）は朝鮮民主主義人民共和国の平壌直轄市近郊にある郡。

## 地理
平壌直轄市域の南側郊外に位置し、南浦市・黄海北道・平安南道と接する。郡名は大同江の南にあることによる。

## 行政区域
1邑・18里を管轄する。
| - 江南邑（カンナムプ） - 間川里（カンチョンニ） - 古邑里（コウムニ） - 古川里（コチョンニ） - 唐谷里（タンゴンニ） - 東井里（トンジョンニ） - 龍谷里（リョンゴンニ） - 龍橋里（リョンギョリ） - 龍浦里（リョンポリ） - 柳浦里（リュポリ） | - 馬井里（マジョンニ） - 文岩里（ムナムニ） - 上岩里（サンアムニ） - 石湖里（ソコリ） - 新井里（シンジョンニ） - 新興里（シヌンニ） - 永津里（ヨンジンニ） - 二山里（イサンニ） - 長橋里（チャンギョリ） |

## 歴史
日本統治時代には中和郡の一部であった。
1952年12月の北朝鮮の地方行政区画再編により、中和郡唐井面・新興面・海鴨面・楊井面及び南串面の一部を江南郡として構成された。
1963年5月に、平安南道から平壌市に編入された。

### 年表
この節の出典
- 1952年12月 - 郡面里統廃合により、平安南道中和郡楊井面・海鴨面・新興面・唐井面および南串面の一部地域をもって、江南郡を設置。江南郡に以下の邑・里が成立。(1邑28里)
  - 江南邑・文岩里・古邑里・東井里・龍橋里・柳浦里・二山里・永津里・間川里・石湖里・新興里・上岩里・龍浦里・新井里・古川里・真広里・長橋里・馬井里・南寺里・松南里・龍湖里・金垈里・白雲里・唐谷里・東山里・猿岩里・甫城里・碧只島里・龍谷里
- 1954年10月 - 猿岩里が猿岩労働者区に昇格。(1邑1労働者区27里)
- 1959年9月 (1邑23里)
  - 猿岩労働者区・松南里・甫城里・南寺里が新設の平壌直轄市楽浪区域に編入。
  - 龍湖里が金垈里に編入。
- 1963年5月 - 平壌直轄市の市域拡大に伴い、平壌直轄市江南郡となる。(1邑24里)
  - 唐谷里・東山里・真広里の各一部が合併し、乾山里が発足。
- 1965年1月 - 金垈里・碧只島里が楽浪区域に編入。(1邑22里)
- 1967年10月 (1邑18里)
  - 白雲里・真広里・東山里・乾山里および唐谷里の一部が中和郡に編入。
  - 東井里の一部が文岩里に編入。
  - 新井里の一部が東井里に編入。
  - 長橋里の一部が馬井里に編入。
- 1997年 - 古川里の一部が中和郡白雲里に編入。(1邑18里)
- 2010年末 - 平壌直轄市の市域再編に伴い、黄海北道江南郡となる。(1邑18里)
- 2011年 - 平壌直轄市の市域拡大に伴い、再び平壌直轄市江南郡となる。(1邑18里)